# Ryszard Kraus
Ryszard Władysław Kraus (* 30. Juni 1964 in Bestwina; † 3. November 2013 ebenda) war ein polnischer Fußballspieler.

## Laufbahn

### Vereine
Er begann seine Karriere in der Jugend bei LZS Bestwina. Ab 1980 spielte er bei GKS 1962 Jastrzębie. 1987 wechselte er zu Odra Wodzisław Śląski, kehrte von dort 1989 für ein halbes Jahr nach Jastrzębie zurück. 
Im Sommer 1989 schloss er sich Górnik Zabrze an. Mit Górnik stand er 1992 im Finale des polnischen Fußballpokals gegen Miedź Legnica, das mit 3:4 nach Elfmeterschießen verloren wurde. Kraus verschoss beim Stand von 1:2 einen Elfmeter.
1994 verließ er Zabrze und wechselte zu GKS Tychy.
Nach nur einer Spielzeit kehrte er zu seinem Heimatverein LZS Bestwina zurück, wo er 1996 seine Karriere beendete.

### Nationalmannschaft
In der polnischen Nationalmannschaft kam Kraus in vier Freundschaftsspielen 1991 gegen Nordirland (1:3) und Finnland (1:1) sowie 1992 gegen die Tschechoslowakei (1:0) und Guatemala (2:2) zum Einsatz, in denen er ohne Torerfolg blieb.